# تله شکارگر

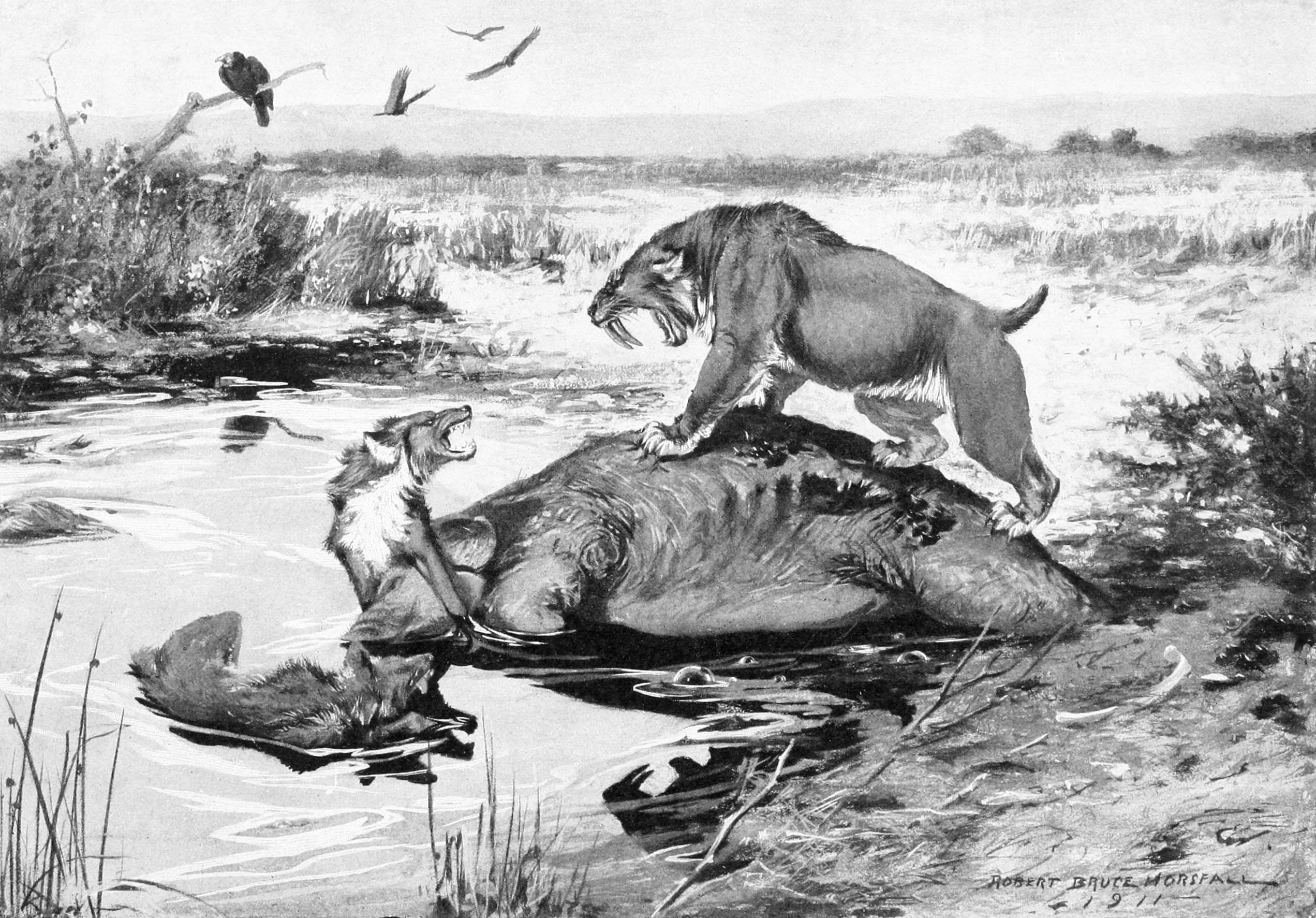
چاقودندان (Smilodon californicus) و گرگ وحشت (Canis dirus) بر سر لاشه ماموت کلمبیایی (Mammuthus columbi) در لابری تار پیتس، با هم درگیر می‌شوند و خطر به دام افتادن خود را دارند.

تله شکارگر (به انگلیسی: Predator trap) یک خطر طبیعی است که در آن جانوران طعمه به دام افتاده یا ناتوان می‌شوند و شکارچیان جذب‌شده نیز به همین سرنوشت دچار می‌شوند. شکارچیان، لاشخورها، حشرات و پرندگان بیشتری جذب این تجمع فزاینده لاشه می‌شوند، تا زمانی که طیف گسترده‌ای از جانوران گرفتار شده و در نهایت توسط این خطر کشته می‌شوند. این ممکن است بارها اتفاق بیفتد. به‌طور نمادین، تعداد شکارگران اغوا شده بسیار بیشتر از طعمه خواهد بود، بنابراین نام را شایسته می‌سازد.